# フィールドライフ
『フィールドライフ』（Field Life）は、株式会社ADDIXが発行しているフリーアウトドア専門誌。

## 概要
枻出版社が2003年に創刊。
年4回発行の季刊誌。
2021年2月9日、枻出版社の民事再生手続開始に伴い同年4月1日発売の71号より移譲先のピークス株式会社が発行を開始。70号までの基本的なレイアウトは引き継ぐが当71号より表紙右上に配置されていた枻出版社マークは無くなった。
翌2022年12月1日、株式会社ADDIXの関係子会社であったピークス株式会社が株式会社ADDIXへ統合され、2022年12月26日発売の78号より出版元が株式会社ADDIXとなる。
2023年夏号までで通巻80号。
同社が発行している登山雑誌に『PEAKS』『ランドネ』がある。